# Прогресівська сільська рада
Прогре́сівська сільська́ ра́да — адміністративно-територіальна одиниця та орган місцевого самоврядування в Козелецькому районі Чернігівської області. Адміністративний центр — селище Прогрес.
3 вересня 2015 року увійшла до Кіптівської сільської громади шляхом об'єднання із наколишніми сусідніми сільрадами.

## Загальні відомості
- Населення ради: 1 189 осіб (станом на 2001 рік)

## Населені пункти
Сільській раді підпорядковані населені пункти:
- с-ще Прогрес
- с. Гайове

## Склад ради
Рада складається з 16 депутатів та голови.
- Голова ради: Пузирний Володимир Федорович
- Секретар ради: Додатко Ірина Вікторівна

### Керівний склад попередніх скликань
| Прізвище, ім'я, по батькові  | Основні відомості                                                 | Дата обрання | Дата звільнення |
| ---------------------------- | ----------------------------------------------------------------- | ------------ | --------------- |
| Ботюх Антоніна Василівна     | Сільський голова, 1952 року народження, позапартійна              | 26.03.2006   | 01.02.2008      |
| Пузирний Володимир Федорович | Сільський голова, 1958 року народження, безпартійний              | 01.06.2008   | 31.10.2010      |
| Пузирний Володимир Федорович | Сільський голова, 1959 року народження, освіта вища, безпартійний | 31.10.2010   |                 |

Примітка: таблиця складена за даними сайту Верховної Ради України

### Депутати
За результатами місцевих виборів 2010 року депутатами ради стали:

#### За суб'єктами висування
| Суб'єкт висування                                       | Кількість обраних депутатів | %    |
| ------------------------------------------------------- | --------------------------- | ---- |
| Партія регіонів                                         | 6                           | 37,5 |
| Самовисування                                           | 6                           | 37,5 |
| Політична партія Всеукраїнське об'єднання «Батьківщина» | 4                           | 25   |

#### За округами
| № округу                                                | Прізвище, ім'я, по батькові        | Дата визнання обраним | Освіта  | Партійна приналежність                        | Відомості про обраного депутата                                       |
| ------------------------------------------------------- | ---------------------------------- | --------------------- | ------- | --------------------------------------------- | --------------------------------------------------------------------- |
| Партія регіонів                                         |                                    |                       |         |                                               |                                                                       |
| 1                                                       | Бардакова Юлія Василівна           | 01.11.2010            | вища    | позапартійна                                  | Прогресівський дитячий навчальний заклад «Сонечко», психолог          |
| 2                                                       | Єгоров Олександр Васильович        | 01.11.2010            | вища    | позапартійний                                 | Чернігів інститут агропромислового виробництва, завідувач лабораторії |
| 4                                                       | Потапенко Людмила Вікторівна       | 01.11.2010            | вища    | позапартійна                                  | Чернігів інститут агропромислового виробництва, науковий співробітник |
| 13                                                      | Ляшко Ніна Андріївна               | 01.11.2010            | середня | позапартійна                                  | Прогресівський дитячий навчальний заклад «Сонечко», вихователь        |
| 15                                                      | Ботюх Антоніна Василівна           | 01.11.2010            | середня | позапартійна                                  | пенсіонер                                                             |
| 16                                                      | Додатко Ірина Вікторівна           | 01.11.2010            | середня | член Всеукраїнського об'єднання «Батьківщина» | Прогресівська сільська рада, секретар                                 |
| Політична партія Всеукраїнське об'єднання «Батьківщина» |                                    |                       |         |                                               |                                                                       |
| 6                                                       | Чирвин Андрій Вікторович           | 01.11.2010            | середня | позапартійний                                 | ДПДГ «Прогрес», тракторист                                            |
| 8                                                       | Ярош Олександр Васильович          | 01.11.2010            | середня | член Всеукраїнського об'єднання «Батьківщина» | Прогресівський дитячий навчальний заклад «Сонечко», газовщик          |
| 10                                                      | Копистко Андрій Сергійович         | 01.11.2010            | середня | позапартійний                                 | ДПДГ «Прогрес», робітник                                              |
| 12                                                      | Хижняк Алла Василівна              | 01.11.2010            | середня | позапартійна                                  | Поштове відділення, завідувачка                                       |
| Самовисування                                           |                                    |                       |         |                                               |                                                                       |
| 3                                                       | Позняк Галина Анатоліївна          | 01.11.2010            | середня | позапартійна                                  | Прогресівський фельшерсько-акушерський пункт, фельшер                 |
| 5                                                       | Левченко Людмила Михайлівна        | 01.11.2010            | вища    | позапартійна                                  | Прогресівська загальноосвітня школа І-ІІІ ст., вчитель                |
| 7                                                       | Ніколаєнко Галина Григорівна       | 01.11.2010            | середня | позапартійна                                  | Прогресівська сільська рада, бухгалтер                                |
| 9                                                       | Федченко Віра Павлівна             | 01.11.2010            | вища    | позапартійна                                  | пенсіонер                                                             |
| 11                                                      | Вертипорох Валентина Олександрівна | 01.11.2010            | вища    | позапартійна                                  | Прогресівська загальноосвітня школа І-ІІІ ст., вчитель                |
| 14                                                      | Левченко Віктор Григорович         | 01.11.2010            | середня | позапартійний                                 | тимчасово не працює                                                   |